# Три тополі на Плющисі
«Три тополі на Плющисі» (рос. «Три тополя на Плющихе») — радянський мелодраматичний фільм режисера Тетяни Ліознової за оповіданням Олександра Борщаговського «Три тополі на Шаболовці».

## Сюжет
В Москву з села продавати домашню шинку приїжджає одружена мати двох дітей Нюра. І перший, хто їй зустрічається — несподівано інтелігентний водій таксі, який повинен підвезти її до зовиці, сестри чоловіка, яка живе біля кафе «Три тополі» на Плющисі. Ця випадкова і дуже значуща для обох зустріч зближує раніше незнайомих одне одному людей і змушує їх по-новому подивитися на своє життя, однак продовження цього знайомства не трапляється.
У фільмі героїня Тетяни Дороніної співає пісню Олександри Пахмутової «Ніжність», дуже популярну в ті роки. У фіналі фільму ця пісня, що стала його головною музичною темою, звучить по радіо у виконанні Майї Кристалінської.

## У ролях
- Тетяна Дороніна —  Нюра (Анна Григорівна)
- Олег Єфремов —  Саша, водій таксі
- В'ячеслав Шалевич —  Гриша, чоловік Нюри
- Валентина Телегіна —  Федосія Іванівна
- Микола Смирнов —  дядько Єгор
- Алевтина Румянцева —  Ніна, зовиця Нюри
- Віктор Сергачов —  наречений Ніни
- Георгій Светлані —  пастух
- Галина Бєлих —  Галя, дочка Нюри
- Сергій Морозов —  Сергій, син Нюри
- Яків Ленц —  старий в черзі
- Хікмат Латипов —  дідусь Садик
- Євгенія Поплавська —  дівчина в такси

## Знімальна група
- Режисерка-постановниця:  Тетяна Ліознова
- Сценарист:  Олександр Борщаговський
- Оператор-постановник:  Петро Катаєв
- Художник-постановник: Сергій Серебреніков
- Композиторув:  Олександра Пахмутова
- Художниця по костюмах:  Маріам Биховська
- Директор картини: Михайло Капустін